# Alan Broadbent
Alan Broadbent  (Auckland, 1947. április 23. –), új-zélandi dzsesszzongorista, hangszerelő, zeneszerző.

## Pályafutása
Ismert, mint Sue Raney, Charlie Haden, Woody Herman, Chet Baker, Irene Kral, Sheila Jordan, Natalie Cole, Warne Marsh, Bud Shank és még sok más muzsikus zenésztársa. Kétszeres Grammy-díjas.
Az 1990-es években rögzítette Natalie Cole Unforgettable with Love című albumát, majd a turné zongoristája és hangszerelője lett. A When I Fall in Love című videó-feldolgozása Grammy-díjat kapott a legjobb hangszerelésért.
Az 1990-es években Grammy-díjat nyert Leonard Bernstein Lonely Town című művének feldolgozásával. Glenn Frey After Hours című albumához és Paul McCartney Kisses on the Bottom című albumán is dolgozott. Karmester volt Diana Krall egyik felvételén.
A Down Beat magazin 2013. novemberi számában a Heart to Heart című szólózongoraalbuma ötcsillagos minősítést kapott.

## Lemezválogatás
- Quartet West (1986)
- Charlie Haden Quartet West: Haunted Heart (1992)
- Pacific Standard Time (1995)
- Personal Standards és Putter Sésh, Joe LaBarbera (1996)
- Every Time I Think of You (2006)
- David Sills: Bigs és Larry Koonse, Darek Oles (2001)
- You & the Night & the Music (2004)
- Broadbent/Cline/Erskine/Pasqua: The Music of Eric Von Essen. Vol. 2
- Alan Broadbent & NDR Bigband: America the Beautiful (2014)
- Georgia Mancio & Alan Broadbent: Songbook (2017)
- Alan Broadbent és the London Metropolitan Orchestra: Developing Story (2017)
- New York Note, és Harvie Swartz, Billy Mintz (2019)
- Alan Broadbent Trio: Trio in Motion (2020)
- Georgia Mancio & Alan Broadbent: Quiet Is the Star (2021)

## Díjak
- New Zealand Order of Merit
- Grammy Award for Best Arrangement, Instrumental and Vocals (David Foster, 1996)
- Grammy Award for Best Arrangement, Instrumental and Vocals (1999)

## Filmek
- Paul McCartney's Live Kisses (dokumentumfilm) (karmester) (2012)
- Great Performances (tv-sorozat) (1 epizód - karmester) (2012)
- Diana Krall: Live in Paris (videó) (karmester) (2001)
- Tizenkét dühös ember (tévéfilm) (zene: piano) (1997)
- Segítsetek, űrlakók! (hangszerelő) (1984)
- A nagy Santini (zene: billentyűzetek) (1979)
- Hősök (további hangszerelő) (1977)

### Zeneszerző
- Neighbors (rövidfilm) (2010-2011)

### Filmzene
- Számos pasas (2011)
- Napsütötte Toszkána (2003)
- Ray Bradbury színháza (tv-sorozat) (1 epizód) (1989)

### Önmagát alakítja
- Paul McCartney's Live Kisses (dokumentumfilm) (karmester) (2012)
- Great Performances (tv-sorozat) (1 epizód - karmester) (2012)
- Jane Monheit: Live at the Rainbow Room (videó dokumentumfilm) (2003)
- Diana Krall: Live in Paris (videó) (2001)